# Ю-429. Підводна в'язниця
Ю-429. Підводна в'язниця — військова драма 2004 року.

## Синопсис
1943 рік. У розпал великої «підводної війни» матроси з американської субмарини «Риба-меч» стають полоненими на борту німецького човна U-429 під командуванням «морського вовка» гердта. Німці дуже задоволені уловом, не підозрюючи, що з собою янкі принесли невидиму смерть - вірус менінгіту. Не знаючи про наміри ворога, капітан Треверс і його бойові друзі чекають будь-якої можливості, щоб підняти бунт.